# 코리아 디스카운트
코리아 디스카운트(Korea discount)는 남북 분단으로 군사적 대치 상황과 재벌 기업의 지배구조로 인한 이중화, 경기 상황에 민감하게 반응하는 산업의 높은 수출 의존도, 노동시장의 경직성, 회계의 불투명성 등의 이유로 인한 경제 상황의 불확실성으로 인해 실제보다 한국의 주가 가치를 낮게 책정하는 것을 말한다. 수익성과 자산가치가 해외 기업과 비교했을 때 밀리지 않는 수준이라 하더라도 코리아 디스카운트가 적용되면 최대 60~70% 정도 평가 절하된다. 코리아 디스카운트의 반대말로는 코리아 프리미엄(Korea premium)이 있다.